# Roman Worotnikow
Roman Worotnikow (ros. Роман Воротников, ur. 3 lutego 1983 w Królewcu) – rosyjski wioślarz.

## Osiągnięcia
- Mistrzostwa Świata Juniorów – Zagrzeb 2000 – ósemka – 2. miejsce[1].
- Mistrzostwa Świata Juniorów – Duisburg 2001 – ósemka – 2. miejsce[1].
- Mistrzostwa Świata – Sewilla 2002 – czwórka bez sternika – 14. miejsce[1].
- Mistrzostwa Świata U-23 – Amsterdam 2005 – czwórka bez sternika – 9. miejsce[1].
- Mistrzostwa Europy – Ateny 2008 – ósemka – 2. miejsce[1].
- Mistrzostwa Świata – Poznań 2009 – ósemka – 10. miejsce[1].